# Бейктхано
Бейктхано або Пейтано або Панхтва (бірм. ဗိဿနိုး, II ст. до н. е. — 900) — одна з перших держав на території М'янми, 2-й гегемон міст-держав п'ю. Місто відіграє важливу роль у бірманських міфах і стародавніх оповідках.

## Історія
Становлення міста, а потім держави пов'язана з історією народу п'ю, який мешкав в цій місцевості з кін. II ст. до н.е. Є найдавнішим міським поселенням, яке на сьогодні виявлено та досліджено археологічними розкопками у 1959—1962 роках. Утвореню поселеню сприяло вигідне розташування на рівнині К'ауксе, яка була душе придатна для землеробства. Місто, назване на честь індуїстського бога Вішну. За легендою засновницею була принцеса Пан Хтвар з династії міста Тагаунг.
Найбільшого розвитку набуло у I—V ст. Десь у V ст. поступилася статусом гегемоном серед міст-держав Ханліну. Падіння міста приписують Дуттабаунгу, магараджи Шрикшетри. Ймовірно це сталося десь у 690-х або на початку 700-х років. 
З цього часу була частиною своєрідного політичного союзу міст-держав п'ю, який зазнав ніщивної поразки від Наньчжао 832 року. Бейктхано ймовірно наймеше постраждан, занепавши остаточно до 900 року.

## Опис
Місто мало прямокутну форму. Це було велике укріплене поселення, площею близько 300 га всередині прямокутних (3 км на 1 км) стін. Стіни та укріплення вздовж неї мають товщину 6 м і радіовуглецеве датування періодом між 180 роком до н. е. і 610 рооком н. е. Довжина східної міської стіни становила близько 3 тис. м, північна — 2743 м, південна — 2438 м, тоді як західна стіна зруйнувалася через ерозію ґрунту, спричинену дією струмка Янпе.
Головний вхід стін вів до великого палацового комплексу (або цитаделі), що знаховився в центрі міста. Тронну залу напевне було побудовано з цегли, тоді як житлові приміщення палацу, ймовірно, були зроблені з дерев. Більшість споруд, кераміки, інші артефакти та людські скелети відносяться переважно між 200 роком до н. е. до 100 року н. е. Ступи та монастирські будівлі також були розкопані в межах міських стін. Вони були здебільшого муровані, тоді як житлові будинки були дерев'яними і, відповідно, залишили мало слідів. Дослідження зосереджено на 25 цегляних конструкціях, які отримали номери ККГ1-ККГ25.
У травні 2014 року разом з іншими міста-держави П'ю увійшло до Списку об'єктів всесвітньої спадщини ЮНЕСКО в Південно-Східній Азії

## Територія

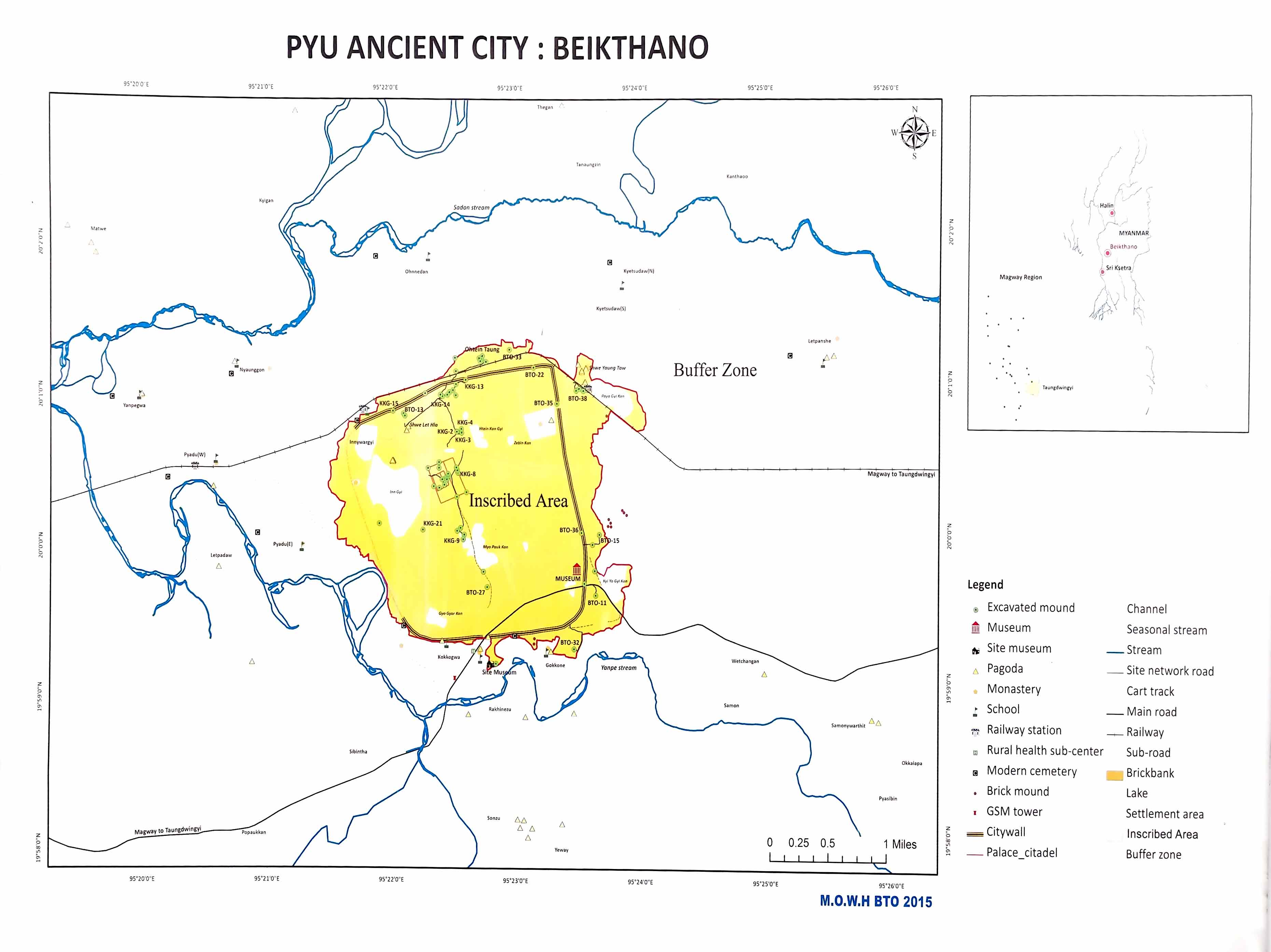
Мапа Бейктхано

Північний схід сучасного району К'ауксе округу Мандалай, близько 20 км на захід від містечка Таундуінджи області Магуе.

## Устрій
Про державний і соціальний устрій відомо небагато. Китайські джерела повідомляють, що п'ю управляються царями, які носять індійський титул махараджа. З них за написами відомі правителі Шрі Тривіграма і Руба.

## Економіка

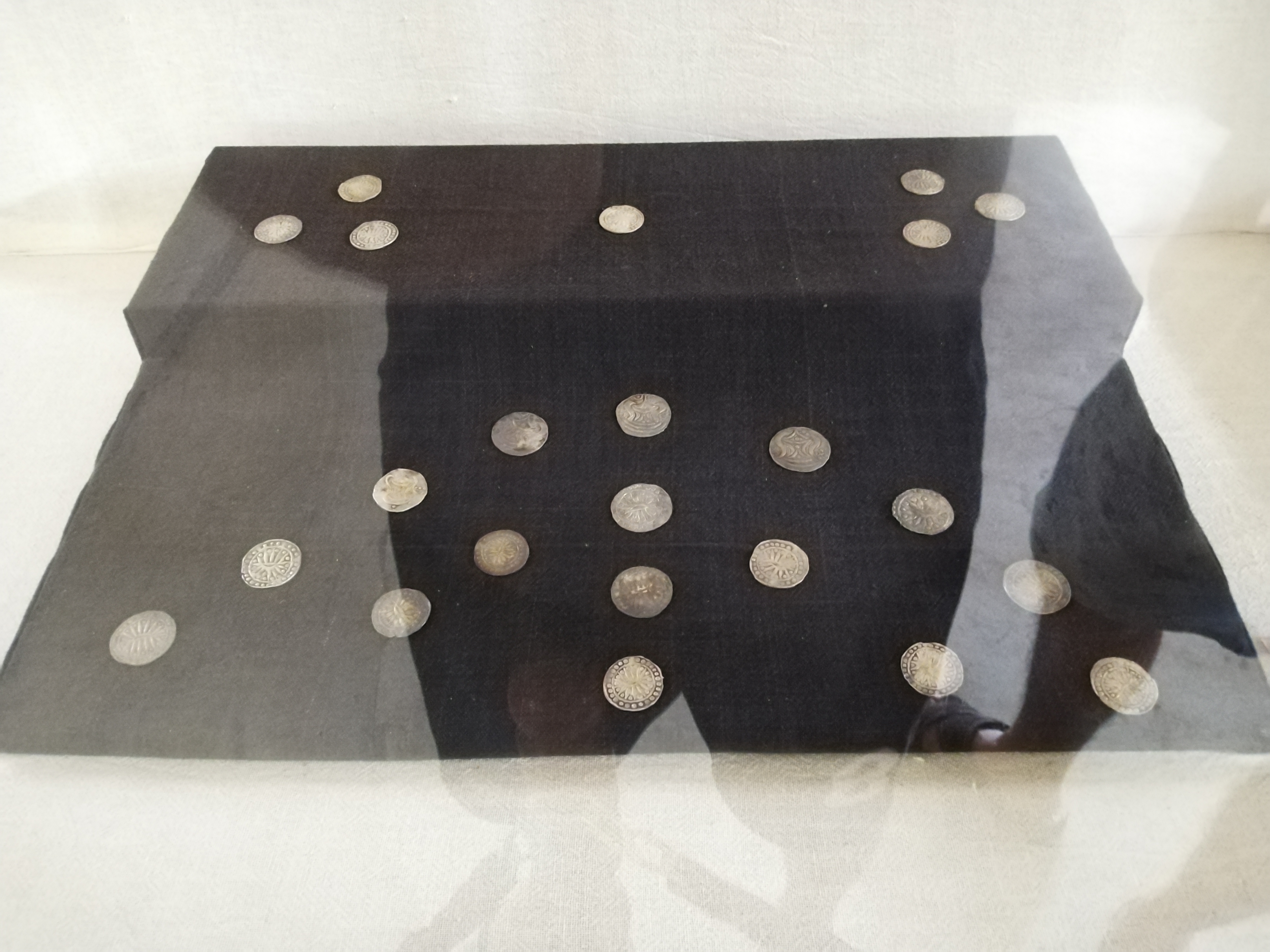
Срібні монети Бейктхано

Основну становили землеробство, ремесла і торгівля, частково рибальство. П'ю навчилися використовувати високий щорічний паводок річки, утримувати воду земляними валами і регулювати її подачу для поливу полів вже після спаду повені. Нова технологія регулювання паводкових вод дала можливість освоєння нових територій під культуру рису, сприяючи переходу до сусідської громади і створенню держави. Наявність власних монет свідчила вже про розвиток зовнішньої торгівлі, основними напрямками якої були держави Індостану і Тибет. Про це свідчить велика кількість знайденої імпортної кераміки.

## Релігія
Основу становив індуїзм, хоча зберігалися місцеві поганські вірування. Після втрати гегемонії сюди поступово став проникати буддизм у формі школи тгеравада. Десь з VIII ст. останній стає панівною релігією.